# On peut toujours s'entendre
On peut toujours s'entendre est une émission de télévision française qui devait initialement être consacrée à la médiation et présentée par Laurence Bobillier du 16 septembre 2006 au mois de juillet 2008 chaque samedi après-midi sur France 3.

## Concept
Sur un concept qui rappelle celui de Sans aucun doute, la production rencontre des difficultés à trouver des réunions de médiation susceptibles d'être filmées, se heurtant notamment aux réserves émises par la Chambre syndicale de la médiation qui a attiré l'attention sur le caractère confidentiel des entretiens qui fonde précisément la spécificité de cette discipline.

## Tournage
Le premier tournage d'une situation de médiation a été réalisée avec un médiateur de Grenoble sur une affaire de prud'hommes.